# Цупенкова, Евгения Александровна
Евгения Александровна Цупенкова (в девичестве Николаева, родилась 24 июля 1985 года) — казахстанская гандболистка, вратарь клуба «Сейхун» и женской сборной Казахстана.

## Биография
Уроженка Караганды. В 2001 году переехала в Кызылорду в систему ГК «Сейхуна». Окончила в 2003 году школу-лицей №23 им. Ж. Кизатова (г. Кызылорда) и бакалавриат Кызылодинского государственного университета им. Коркыт Ата в 2007 году. 
Действующий вратарь женской сборной Казахстана. Участница чемпионатов мира 2009 и 2015 года.

## Достижения
- Многократная чемпионка Казахстана
- Чемпионка Азии 2007 года
- Серебряный призёр Азиады-2006
- Бронзовый призёр Азиады-2014
- Мастер спорта Республики Казахстан международного класса